# 糞箕湖 (雲林縣)
糞箕湖，是台灣雲林縣土庫鎮的一個傳統地域名稱，位於該鎮西南部。相較於今日行政區，其範圍大致與奮起里相近。

## 歷史
台灣清治末期至日治初期，糞箕湖地區為一街庄，稱為「糞箕湖庄」，隸屬於大坵田堡。該庄北邊西段與埤腳庄為鄰，北邊東段及東北邊與新興庄為鄰，東與過港庄為鄰，東南邊及南邊東段為鹿藔庄，南邊西段為客仔厝庄，西邊為頂藔庄、子茂庄。
1901年（日治明治三十四年）11月，全台廢縣廳改設二十廳，該庄隸屬於斗六廳。1903年（明治三十六年）6月，該庄編入「土庫區」，隸屬於斗六廳。1909年（明治四十二年）10月，合併二十廳為十二廳，土庫區改隸屬於嘉義廳。1920年（大正九年），全台地方制度大改正，廢十二廳改設五州二廳，該庄改制為「糞箕湖」大字，隸屬於臺南州虎尾郡土庫庄。1943年10月，土庫庄升格為土庫街。
戰後土庫街改制為土庫鎮，隸屬於臺南縣，大字亦改制為里。1950年10月，雲、嘉、南分治，土庫鎮改隸屬雲林縣。

## 聚落
本地區發展較早的聚落為糞箕湖（綺湖）、無底潭（秀潭），在日治期初期的官方地圖上已有記載。

## 交通
縣道145號是埤頭至新街的道路，大致以東北東—西南西走向由糞箕湖地區北部邊界中央偏東處入境後，轉西南微西再轉西南微南，經縣道160號終點路口後續行以至於本地區南部邊界西側出境。由該道路向東北東可前往土庫市區、虎尾、西螺、埤頭等地，向西南微南可前往元長、北港並止於省道台19線路口。
縣道145甲線是土庫至新港的道路，大致以東北微北—西南微南走向經過本地區東部邊界地帶。由該道路東北微北可前往土庫市區西南部並止於土庫商工東側的土庫圓環，也就是鄉道雲100線終點路口暨鄉道雲173線起點路口；向西南微南可前往元長東部、新港北部並止於縣道157號路口
縣道160號是四湖鄉三條崙至土庫鎮無底潭的道路，其東側端點（終點）位於本地區中部略偏西的縣道145號路口（無底潭聚落東北郊）。由此向西北西轉西南微西可前往元長、四湖等地。
鄉道雲86線是卓運至大東的道路，其西側端點（起點）位於本地區南部邊界西側的縣道145號路口（客子厝地區卓運厝聚落西北郊）。由此向東北東轉東沿邊界地帶蜿蜒而行，出境後轉東南經高鐵高架橋下後轉東可前往鹿寮、舊庄、田子林西部、埔羗崙、大東並止於鄉道雲85線路口。
鄉道雲99線是後埔至奮起湖（糞箕湖）的道路，其南側端點（終點）位於本地區北部糞箕湖聚落東側的鄉道雲104線路口。由此向北微東出境後，可前往埤腳東部、大荖並止於該地區北部後埔聚落的縣道158號舊線（民族路-大屯）路口。
鄉道雲100-1線是埤腳至綺湖（糞箕湖）的道路，其東南側端點（終點）位於糞箕湖聚落中央偏西南的鄉道雲104線路口。由此向北北東轉西北西再轉北北西再轉西北西出聚落後續行以至於本地區北部邊界出境，可前往埤腳並止於主聚落東郊的鄉道雲100線轉角路口。
鄉道雲101線是復興（福興）至秀潭（無底潭）的道路，其南側端點位於本地區西南部的縣道145號路口（無底潭聚落南南東郊）。由此向西北微北而行，至無底潭聚落轉東北微北，至鄉道104線起點路口轉西北，出聚落後至縣道150號路口轉西北西與其共線約30公尺，至路口轉北獨行，其後轉北北西，至頂寮大排水橋梁後轉北微東於本地區北部邊界西側出境，可前往埤腳、崙內、馬公厝、新庄子、羅厝並止於該地區西北部福興聚落的鄉道雲20線路口。
鄉道雲104線是無底潭至綺湖（糞箕湖）的道路，其西側端點（起點）位於無底潭聚落並止於鄉道雲101線轉角路口。由此向東北微北繞大彎轉東南東，至路口轉北北東，經縣道160號路口後轉東北，至糞箕湖聚落經鄉道雲100-1線終點路口後轉東北東再轉東南東再轉東南微東，經鄉道雲99線終點路口後出聚落轉東南東出境轉東南，再入境續行止於縣道145號路口。

## 學校
- 秀潭國小